# Gastrolobium
Genre
Synonymes
- Burgesia F. Muell.[2]
- Cupulanthus Hutch.[2]
- Jansonia Kippist[2]
- Nemcia Domin[2]

Gastrolobium est un genre de plantes à fleurs dicotylédones de la famille des Fabaceae, sous-famille des Faboideae, originaire d'Australie, qui comprend une centaine d'espèces acceptées. 
Ce sont des arbustes ou arbrisseaux qui se rencontrent dans les communautés sclérophylles dans les forêts d'eucalyptus, les zones boisées, les landes, les zones de broussailles et de prairies sèches, principalement dans le sud-ouest de l'Australie.
Un nombre important d'espèces accumulent de l'acide monofluoroacétique (substance active du poison connu localement sous le nom de « 1080 »), causant la mort d'animaux non indigènes et notamment du bétail à partir des années 1840 en Australie occidentale. Le botaniste James Drummond a réalisé à cette époque une série d’essais visant à déterminer la cause exacte de l’intoxication et montra qu'elle était due principalement aux espèces Gastrolobium calycinum (York Road poison) et Gastrolobium oxylobioides (Champion Bay poison),.
Dans les années 1930 et 1940 Charles Gardner et Harold William Bennetts  ont accompli un travail considérable pour identifier d’autres espèces en Australie occidentale, ce qui a mené à la publication de « The Toxic Plants of Western Australia » en 1956.
Le nombre chromosomique de base du genre Gastrolobium est x = 8, avec des espèces diploïdes (2n = 2x =16) et tétraploïdes (2n = 4 x = 32 pour l'unique espèce précédemment rattachée au genre Jansonia),.

## Liste d'espèces
Selon The Plant List (22 septembre 2018) :
- Gastrolobium acrocaroli G. Chandler & Crisp
- Gastrolobium aculeatum G. Chandler, Crisp & R.J. Bayer
- Gastrolobium acutum Benth.
- Gastrolobium alternifolium G. Chandler & Crisp
- Gastrolobium appressum C.A.Gardner
- Gastrolobium axillare Meisn.
- Gastrolobium bennettsianum C.A.Gardner
- Gastrolobium bilobum R.Br.
- Gastrolobium bracteolosum (F. Muell.) G. Chandler & Crisp
- Gastrolobium brevipes Crisp
- Gastrolobium brownii Meisn.
- Gastrolobium callistachys Meissner
- Gastrolobium calycinum Benth.
- Gastrolobium capitatum (Benth.) G. Chandler & Crisp
- Gastrolobium celsianum (Lem.) G. Chandler & Crisp
- Gastrolobium congestum G. Chandler & Crisp
- Gastrolobium coriaceum (Sm.) G. Chandler & Crisp
- Gastrolobium crassifolium Benth.
- Gastrolobium crenulatum Turcz.
- Gastrolobium crispatum G. Chandler & Crisp
- Gastrolobium cruciatum G. Chandler & Crisp
- Gastrolobium cuneatum Henfry
- Gastrolobium cyanophyllum G. Chandler & Crisp
- Gastrolobium densifolium C.A.Gardner
- Gastrolobium diabolophyllum G. Chandler, Crisp & R.J. Bayer
- Gastrolobium dilatatum (Benth.) G. Chandler & Crisp
- Gastrolobium discolor G. Chandler, Crisp & R.J. Bayer
- Gastrolobium dorrienii (Domin) G. Chandler & Crisp
- Gastrolobium ebracteolatum G. Chandler & Crisp
- Gastrolobium effusum (M.D. Crisp & F.H. Mollemans) G. Chandler & Crisp
- Gastrolobium elegans G. Chandler & Crisp
- Gastrolobium epacridoides Meisn.
- Gastrolobium euryphyllum G. Chandler & Crisp
- Gastrolobium ferrugineum G. Chandler, Crisp & R.J. Bayer
- Gastrolobium floribundum S.Moore
- Gastrolobium formosum (Kippist ex Lindl.) G. Chandler & Crisp
- Gastrolobium forrestii Ewart
- Gastrolobium glabratum G. Chandler & Crisp
- Gastrolobium glaucum C.A.Gardner
- Gastrolobium grandiflorum F.Muell.
- Gastrolobium graniticum (S.Moore) Crisp
- Gastrolobium hamulosum Meissner
- Gastrolobium heterophyllum (Turcz.) Crisp
- Gastrolobium hookeri Meisn.
- Gastrolobium humile G. Chandler & Crisp
- Gastrolobium ilicifolium Meisn.
- Gastrolobium involutum G. Chandler & Crisp
- Gastrolobium latifolium (R. Br.) G. Chandler & Crisp
- Gastrolobium laytoni J. White
- Gastrolobium laytonii Jean White
- Gastrolobium leakeanum Drumm.
- Gastrolobium lehmannii Meisn.
- Gastrolobium linearifolium G. Chandler & Crisp
- Gastrolobium luteifolium (Domin) G. Chandler & Crisp
- Gastrolobium melanocarpum G. Chandler & Crisp
- Gastrolobium melanopetalum (F. Muell.) G. Chandler & Crisp
- Gastrolobium microcarpum (Meissner) Benth.
- Gastrolobium minus (Crisp) G. Chandler & Crisp
- Gastrolobium modestum (Crisp) G. Chandler & Crisp
- Gastrolobium mondurup G. Chandler & Crisp
- Gastrolobium musaceum G. Chandler & Crisp
- Gastrolobium nervosum (Meisn.) G. Chandler & Crisp
- Gastrolobium nudum G. Chandler & Crisp
- Gastrolobium nutans G. Chandler & Crisp
- Gastrolobium obovatum Benth.
- Gastrolobium ovalifolium Henfr.
- Gastrolobium oxylobioides Benth.
- Gastrolobium papilio (Crisp) G. Chandler & Crisp
- Gastrolobium parviflorum (Benth.) Crisp
- Gastrolobium parvifolium Benth.
- Gastrolobium polystachyum Meissner
- Gastrolobium praemorsum (Meisn.) G. Chandler & Crisp
- Gastrolobium propinquum C.A.Gardner
- Gastrolobium punctatum (Turcz.) G. Chandler & Crisp
- Gastrolobium pusillum Crisp & P.H. Weston
- Gastrolobium pycnostachyum Benth.
- Gastrolobium racemosum (Turcz.) Crisp
- Gastrolobium reflexum G. Chandler & Crisp
- Gastrolobium retusum Lindl.
- Gastrolobium rhombifolium G. Chandler & Crisp
- Gastrolobium rigidum (C.A.Gardner) Crisp
- Gastrolobium rotundifolium Meissner
- Gastrolobium rubrum (Domin) G. Chandler & Crisp
- Gastrolobium semiteres G. Chandler & Crisp
- Gastrolobium sericeum (Sm.) G. Chandler & Crisp
- Gastrolobium spathulatum Benth.
- Gastrolobium spectabile (Endl.) Crisp
- Gastrolobium spinosum Benth.
- Gastrolobium stenophyllum Turcz.
- Gastrolobium stipulare Meisn.
- Gastrolobium stowardii S. Moore
- Gastrolobium subcordatum (Benth.) G. Chandler & Crisp
- Gastrolobium tenue G. Chandler & Crisp
- Gastrolobium tergiversum G. Chandler & Crisp
- Gastrolobium tetragonophyllum (E.Pritz.) Crisp
- Gastrolobium tomentosum C.A.Gardner
- Gastrolobium triangulare (Benth.) Domin
- Gastrolobium tricuspidatum Meisn.
- Gastrolobium trilobum Benth.
- Gastrolobium velutinum Lindl. & Paxton
- Gastrolobium venulosum G. Chandler & Crisp
- Gastrolobium vestitum (Domin) G. Chandler & Crisp
- Gastrolobium villosum Benth.
- Gastrolobium whicherensis G. Chandler & Crisp
- Gastrolobium wonganensis G. Chandler & Crisp